# 拉票
拉票，是一種政治活動，在投票前候選人或公投等議題的提名人，向持有投票權的成員，有系統有組織地接觸、站台、掃樓、家訪、電話游說、拜票等，正面引導對方支持。在政治競選，投票日之前，拉票是想當然的事，此為民主社會的特色。拉票在社團、工會、教會等，也經常發生，有如電訊產品推銷員。候选人采用不正当或不道德手段拉票，有时被称为“奥步”。

## 参見
- 投票
- 民主代議制
- 總統大選
- 自動當選
- 議會
- 選舉